# Pegasus Airlines
Pegasus Airlines (türkisch Pegasus Hava Taşımacılığı A.Ş.) ist eine türkische Billigfluggesellschaft mit Sitz in Istanbul und Basis auf dem Flughafen Istanbul-Sabiha Gökçen.

## Geschichte

### Gründung und erste Jahre
Pegasus Airlines wurde 1990 von der irischen Aer Lingus gemeinsam mit den türkischen Unternehmen Silkar Silkar Yatırım ve Insaat Organizasyonu und Net Holding gegründet. Der Flugbetrieb wurde mit zwei Flugzeugen aufgenommen. Im April erfolgte der erste Flug nach Berlin-Tegel mit einer Boeing 737-400. Doch aufgrund des Zweiten Golfkriegs blieb der Großteil der veranschlagten Türkei-Touristen aus.
Ab 1992 stieg die Zahl der Touristen, die wieder ins Land reisten, und Pegasus Airlines konnte expandieren. Die Flotte bestand aus drei Boeing 737-400 und zwei Airbus A320. In den aufkommensschwachen Wintermonaten wurden einzelne Flugzeuge im Wet-Lease für nordamerikanische Fluggesellschaften und Reiseveranstalter eingesetzt. Nach zwei erfolgreichen Jahren entschieden sich Aer Lingus und Net Holding, Pegasus Airlines an die Bank Yapı Kredi Bankası zu verkaufen. Damit wechselte Pegasus Airlines vollständig in türkischen Besitz.

### Entwicklung seit 2000

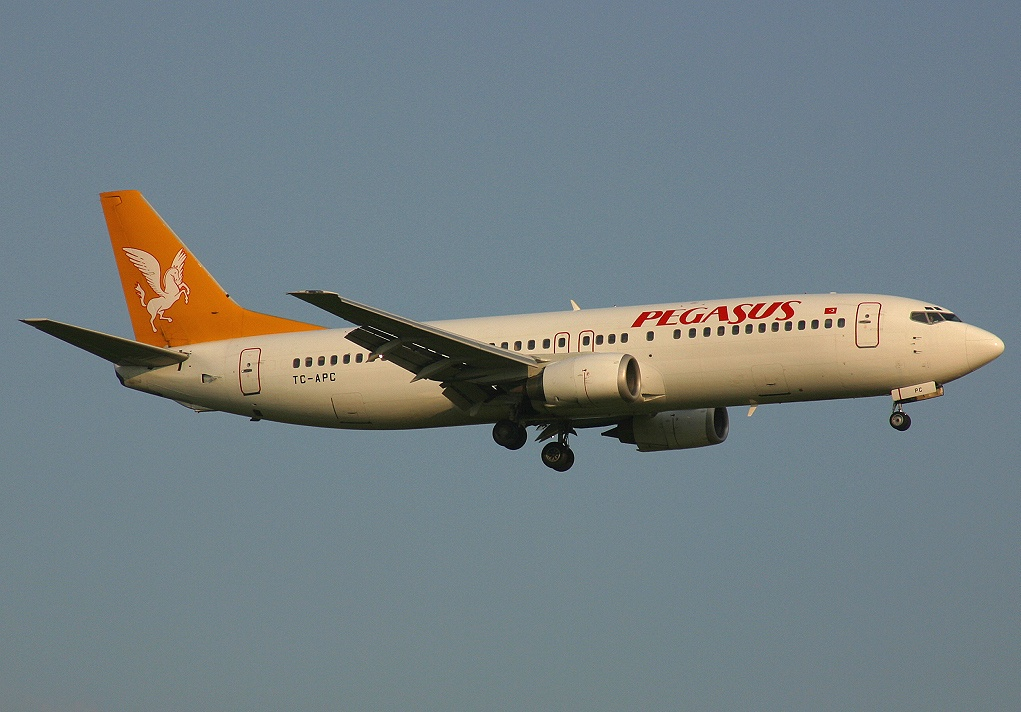
737-400 der Pegasus Airlines in älterer Bemalung

2005 übernahm die ESAS Holding Pegasus Airlines. Im November des Jahres 2005 wurden die ersten innertürkischen Linienflüge aufgenommen.
2006 wurden erste internationale Ziele vom Istanbuler Heimatflughafen Sabiha Gökçen im Linienbetrieb angeboten.
Im Jahr 2012 bestellte Pegasus Airlines bei Airbus 75 Flugzeuge in einem Gesamtwert von 12 Milliarden US$.
Im selben Jahr beteiligte sich die Gesellschaft an der kirgisischen Air Manas, die bis 2015 unter der Marke Pegasus Asia auftrat.

### Übernahme der Izair
Am 20. März 2007 erwarb die ESAS Holding, zu deren Unternehmensgruppe auch Pegasus Airlines gehört, 49 % der Anteile an Izair.
Im Jahr 2011 war Izair unter dem Namen Air Berlin Turkey tätig, nachdem Pegasus Airline und Air Berlin eine Kooperation eingegangen waren. Die Izair Flugzeuge wurden in die Farben der Air Berlin Flugzeuge umlackiert, wobei noch der Zusatz „Turkey“ hinzugefügt wurde. Dieses Projekt wurde 2013 beendet, nachdem beide Fluggesellschaften mit der Entwicklung unzufrieden waren.
Im Dezember 2018 erhöhte Pegasus Airlines ihre Anteile an der Izair, wodurch Izair nun praktisch vollständig der Pegasus Airlines gehört. Die Flugzeuge fliegen heute in der Bemalung der Muttergesellschaft, unterscheiden sich jedoch durch die Kennzeichen. Mit der Übernahme der Izair im Jahr 2007 hat Pegasus Airlines ein neues Drehkreuz in Izmir erhalten.

### Weitere Expansion
Pegasus Airlines ist heute die zweitgrößte Fluggesellschaft der Türkei. Neben dem Heimatflughafen Istanbul und Izmir, welches durch die Übernahme von Izair als Drehkreuz dazu kam, sind Ankara und Antalya weitere wichtige Basen.
Nachdem Turkish Airlines ihre Billigfluggesellschaft AnadoluJet gegründet hatte, reagierte Pegasus Airlines und stationierte 10 Flugzeuge in Ankara. Zuerst wurden nur inländische Städte angeflogen, mittlerweile bieten sie auch Flüge ins Ausland an.
Der Flughafen Antalya gewann in den letzten Jahren für Kunden aus Russland und der Ukraine an Bedeutung. Daher eröffnete Pegasus Airlines dort das vierte Drehkreuz und stationiert während den Sommermonaten einige Flugzeuge. Die türkische Billigfluggesellschaft bietet Flüge aus Russland, der Ukraine, dem Iran, Israel, Nordzypern und Deutschland nach Antalya an. Auch werden türkische Städte angeflogen.

## Flugziele

Flugziele von Pegasus

Pegasus Airlines bietet Charter- und Linienflüge an. Neben innertürkischen Zielen werden Ziele unter anderem in Europa, Asien und Afrika angeflogen. 
In Deutschland werden Berlin, Bremen, Dortmund, Dresden, Düsseldorf, Erfurt/Weimar, Frankfurt, Hamburg, Hannover, Köln/Bonn, Leipzig, München, Münster/Osnabrück, Nürnberg, Paderborn/Lippstadt und Stuttgart angeflogen.
In Österreich werden Graz, Salzburg und Wien angeflogen.
In der Schweiz werden Basel, Genf und Zürich angeflogen.

## Flotte

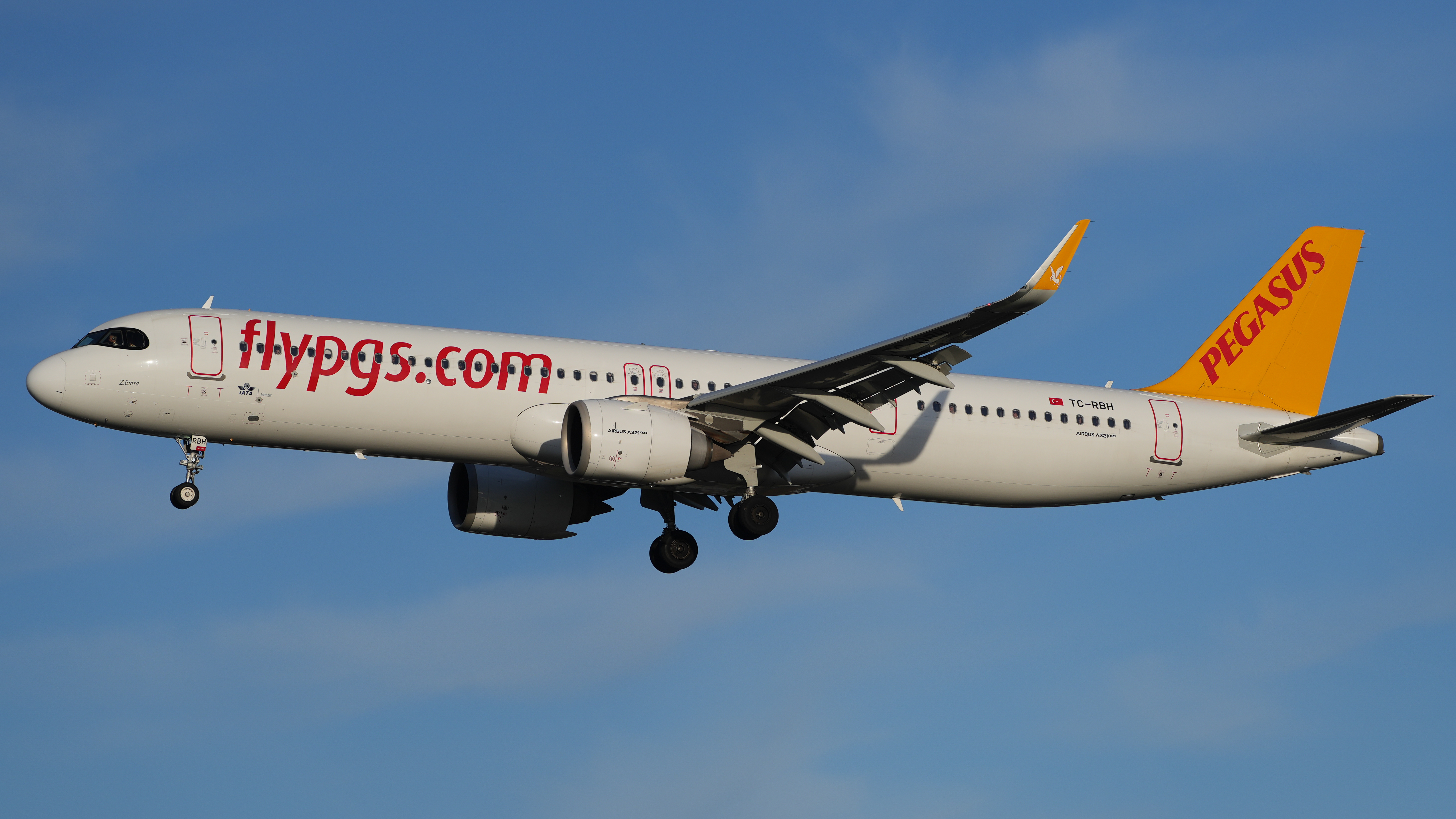
Airbus A321neo der Pegasus Airlines

### Aktuelle Flotte
Mit Stand Januar 2025 besteht die Flotte der Pegasus Airlines aus 118 Flugzeugen mit einem Durchschnittsalter von 4,6 Jahren:
| Flugzeugtyp       | Anzahl | Bestellungen | Anmerkungen                                             | Sitzplätze | Durchschnittsalter |
| ----------------- | ------ | ------------ | ------------------------------------------------------- | ---------- | ------------------ |
| Airbus A320-200   | 6      |              | mit Sharklets ausgestattet                              | 180        | 9,4 Jahre          |
| Airbus A320neo    | 46     |              | drei inaktiv                                            | 186        | 6,1 Jahre          |
| Airbus A321neo    | 57     | 51           |                                                         | 239        | 2,0 Jahre          |
| Boeing 737-800    | 9      |              | mit Winglets ausgestattet; Ausflottung geplant bis 2029 | 189        | 10,6 Jahre         |
| Boeing 737 Max 10 |        | 100          | + 100 Optionen                                          | – Offen –  |                    |
| Gesamt            | 118    | 151          |                                                         |            | 4,6 Jahre          |

### Aktuelle Sonderbemalungen
| Flugzeugtyp    | Luftfahrzeugkennzeichen | Bemalung                        | Zeitraum            | Bild                                       |
| -------------- | ----------------------- | ------------------------------- | ------------------- | ------------------------------------------ |
| Airbus A321neo | TC-RDP                  | "100th / Mustafa Kemal Atatürk" | seit September 2023 | A321neo TC-RDP im Februar 2024 in Istanbul |

### Zuvor eingesetzte Flugzeugtypen
| Flugzeugtyp    | Anzahl | Anmerkung                                  | Einflottung | Ausflottung |
| -------------- | ------ | ------------------------------------------ | ----------- | ----------- |
| Airbus A300B4  | 02     | von Carnival Airlines geleast              | 1996        | 1997        |
| Boeing 737-300 | 01     | für ein Jahr von Corendon Airlines geleast | 2008        | 2009        |
| Boeing 737-400 | 16     |                                            | 1990        | 2013        |
| Boeing 737-500 | 03     |                                            | 2006        | 2011        |

## Zwischenfälle

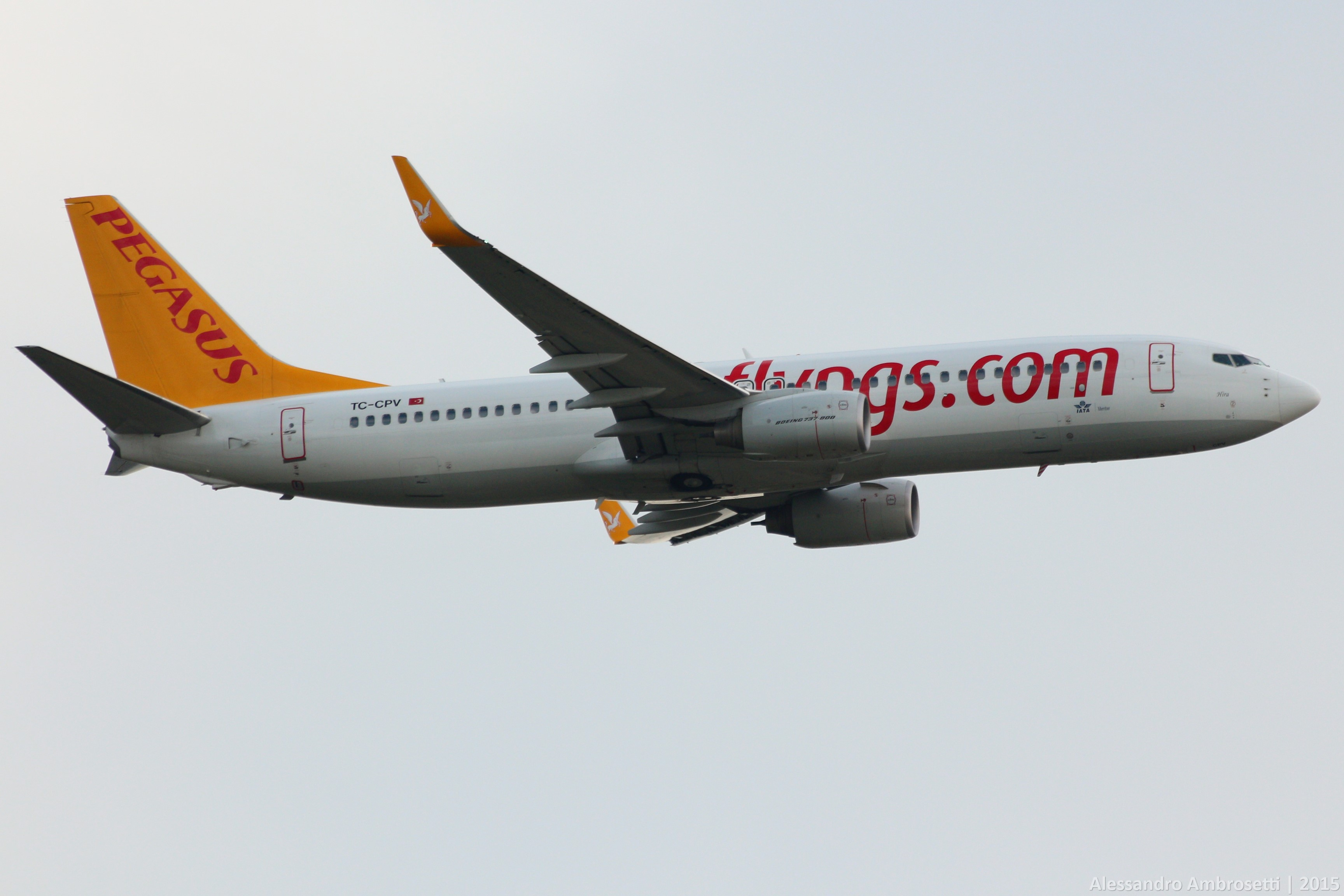
Die am 23. Dezember 2015 beschädigte Boeing 737-800 (Kennzeichen TC-CPV) wurde repariert und ab dem 14. Mai 2016 wieder eingesetzt

- Am 23. Dezember 2015 wurde eine geparkte Boeing 737-800 (TC-CPV) der Pegasus Airlines gegen 02:05 Uhr am Flughafen Istanbul-Sabiha Gökçen bei einem Terroranschlag der Freiheitsfalken Kurdistans durch Schrapnellteile von vier explodierenden Mörsergeschossen beschädigt. Zu dem Zeitpunkt befanden sich zwei Reinigungskräfte an Bord, von denen eine getötet und die andere verletzt wurde. Das Flugzeug konnte nach dem Anschlag repariert werden und den Flugbetrieb wieder aufnehmen.[13][14]
- Am 13. Januar 2018 verunglückte eine Boeing 737-800 (TC-CPF) auf Pegasus-Airlines-Flug 8622 gegen 23:30 Uhr während der Landung auf dem Flughafen Trabzon. Die aus Ankara kommende Maschine kam bei der Landung von der Landebahn ab und schoss einen Abhang hinunter, wo sie nur kurz vor dem Schwarzen Meer zum Stehen kam. Alle 168 Personen an Bord blieben unverletzt, jedoch riss das rechte Triebwerk ab und das Flugzeug wurde irreparabel beschädigt. Für Pegasus Airlines war dies der erste Totalverlust in der Geschichte des Unternehmens.[15]
- Am 7. Januar 2020 schoss eine Boeing 737-800 (TC-CCK) auf Pegasus-Airlines-Flug 747 gegen 09:09 Uhr bei der Landung auf dem Flughafen Istanbul-Sabiha Gökçen über die Landebahn hinaus. Die aus Sharjah kommende Maschine drehte kurz nach dem Aufsetzen nach links ab und kam mit dem gesamten Fahrwerk in weichem Untergrund neben der Landebahn zum Stehen. Das Flugzeug blieb unbeschädigt und alle 164 Personen an Bord konnten die Maschine unverletzt über die Notrutschen verlassen.[16]
- Am 5. Februar 2020 verunglückte eine Boeing 737-800 (TC-IZK) auf Pegasus-Airlines-Flug 2193 gegen 16:20 Uhr während der Landung auf dem Flughafen Istanbul-Sabiha Gökçen. Die aus Izmir kommende Maschine schoss bei der Landung über die Landebahn hinaus und stürzte einen Hang am Ende der Bahn hinab, wodurch sie mit der Begrenzungsmauer des Flughafens kollidierte und in mehrere Teile zerbrach. Von den 183 Personen an Bord wurden drei getötet und 180 verletzt, 19 davon schwer.[17][18] Es handelt sich um den schwersten Unfall in der Geschichte des Unternehmens und den zweiten Totalverlust einer Pegasus Boeing 737-800 in etwas über 2 Jahren.